# Amigo cielo testigo / Lo que más quiero
Amigo cielo testigo / Lo que más quiero es un sencillo de la cantautora chilena Isabel Parra, lanzado en 1972 por el sello DICAP. La canción «Lo que más quiero», escrita por su madre Violeta Parra, aparece en el álbum de Isabel de 1970 titulado justamente Violeta Parra.

## Lista de canciones
Toda la música compuesta por Isabel Parra. 
| Lado A |                       |              |          |  |
| N.º    | Título                | Letras       | Duración |  |
| 1.     | «Amigo cielo testigo» | Isabel Parra |          |  |

| Lado B |                     |               |          |  |
| N.º    | Título              | Letras        | Duración |  |
| 2.     | «Lo que más quiero» | Violeta Parra |          |  |